# Kerivoula africana
Kerivoula africana — вид рукокрилих родини Лиликові (Vespertilionidae).

## Поширення
Країни поширення: Танзанія. Мешкає в тропічних прибережних лісах. 

## Загрози та охорона
Він перебуває під загрозою втрати прибережних лісів, в основному за рахунок перетворення земель в натуральне сільське господарство і заготівлі деревини та дров для місцевого застосування. Був зареєстрований у двох державних заповідниках. 